# Dicranota (Rhaphidolabis) diprion
Dicranota (Rhaphidolabis) diprion is een tweevleugelige uit de familie Pediciidae. De soort komt voor in het Oriëntaals gebied.